# Liste der Sejmabgeordneten der VIII. Wahlperiode (2015–2019)
Sejmabgeordnete der VIII. Wahlperiode sind die Abgeordneten, die bei den polnischen Parlamentswahlen am 25. Oktober 2015 in den Sejm gewählt wurden. Die erste Sitzung des Sejm wurde von dem amtierenden Präsidenten Andrzej Duda auf den 12. November 2015 festgelegt.

## Vorzeitiges Erlöschen des Abgeordnetenmandats
| Abgeordneter          | Abgeordneter           | Mandatsniederlegung                           | Grund                                                              | Nachfolger                 |
| --------------------- | ---------------------- | --------------------------------------------- | ------------------------------------------------------------------ | -------------------------- |
|                       | Józef Kurek            | 4. Nov. 2015                                  | Abgeordneteneid nicht abgelegt                                     | Anna Cicholska             |
| Czesław Hoc           | 27. Nov. 2015          | Mandat im Europaparlament übernommen          | Stefan Strzałkowski                                                |                            |
| Sławomir Kłosowski    | 27. Nov. 2015          | Mandat im Europaparlament übernommen          | Katarzyna Czochara                                                 |                            |
|                       | Tomasz Tomczykiewicz   | 28. Nov. 2015                                 | Tod                                                                | Ewa Kołodziej              |
|                       | Piotr Pszczółkowski    | 2. Dez. 2015                                  | Wahl zum Verfassungsrichter                                        | Alicja Kaczorowska         |
| Wojciech Jasiński     | 15. Dez. 2015          | Mandatsverzicht                               | Waldemar Olejniczak                                                |                            |
| Jerzy Żyżyński        | 18. März 2016          | Wahl zum Mitglied des Rates für Geldpolitik   | Bartłomiej Stawiarski                                              |                            |
| Artur Górski          | 1. Apr. 2016           | Tod                                           | Andrzej Melak                                                      |                            |
| Andrzej Jaworski      | 14. Mai 2016           | Mandatsverzicht                               | Grzegorz Raczak                                                    |                            |
| Maks Kraczkowski      | 30. Juni 2016          | Mandatsverzicht                               | Grzegorz Piechowiak                                                |                            |
|                       | Rafał Wójcikowski      | 19. Jan. 2017                                 | Tod                                                                | Małgorzata Janowska        |
|                       | Krzysztof Łapiński     | 11. Mai 2017                                  | Zum Staatssekretär im Präsidialamt berufen                         | Marta Kubiak               |
| Konrad Głębocki       | 5. Juni 2018           | Zum Botschafter in Italien ernannt            | Mariusz Trepka                                                     |                            |
| Adam Abramowicz       | 22. Juni 2018          | Mandatsverzicht                               | Tomasz Zieliński                                                   |                            |
|                       | Stanisław Huskowski    | 25. Okt. 2018                                 | In den Woiwodschaftstag von Niederschlesien gewählt                | Iwona Krawczyk             |
|                       | Grzegorz Wojciechowski | 26. Okt. 2018                                 | In den Woiwodschaftstag von Łódź gewählt                           | Grzegorz Lorek             |
|                       | Rafał Trzaskowski      | 29. Okt. 2018                                 | Zum Stadtpräsidenten von Warschau gewählt                          | Jagna Marczułajtis-Walczak |
|                       | Jarosław Szlachetka    | 31. Okt. 2018                                 | Zum Bürgermeister von Myślenice gewählt                            | Sławomir Hajos             |
| Bartłomiej Stawiarski | 5. Nov. 2018           | Zum Bürgermeister von Namysłów gewählt        | Kamil Bortniczuk                                                   |                            |
|                       | Wojciech Wilk          | 5. Nov. 2018                                  | Zum Bürgermeister von Kraśnik gewählt                              | Magdalena Marek            |
|                       | Wojciech Bakun         | 6. Nov. 2018                                  | Zum Stadtpräsidenten von Przemyśl gewählt                          | Robert Majka               |
|                       | Bogusław Sonik         | 20. Nov. 2018                                 | Mandat im Europaparlament übernommen                               | Grzegorz Lipiec            |
|                       | Dariusz Starzycki      | 21. Nov. 2018                                 | Zum stellvertretenden Woiwodschaftsmarschall von Schlesien gewählt | Danuta Nowicka             |
| Jarosław Stawiarski   | 21. Nov. 2018          | Zum Woiwodschaftsmarschall von Lublin gewählt | Sławomir Skwarek                                                   |                            |
| Grzegorz Schreiber    | 22. Nov. 2018          | Zum Woiwodschaftsmarschall von Łódź gewählt   | Paweł Rychlik                                                      |                            |
| Jolanta Szczypińska   | 8. Dez. 2018           | Tod                                           | Piotr Müller                                                       |                            |
|                       | Bartosz Arłukowicz     | 28. Mai 2019                                  |                                                                    | Zofia ławrynowicz          |

## Liste der Abgeordneten nach Fraktionszugehörigkeit
|            | Klub oder Zirkel | Klub oder Zirkel | Klub oder Zirkel | Klub oder Zirkel | Klub oder Zirkel | Klub oder Zirkel | Klub oder Zirkel | Klub oder Zirkel | Klub oder Zirkel | Klub oder Zirkel | Klub oder Zirkel | Fraktionslos | Insgesamt | Vakant |
| PiS        | PO               | K’15             | .N               | PSL              | WiS              | UED              | Rep.             | LS               | T!               | W-S              |                  | Fraktionslos | Insgesamt | Vakant |
| ---------- | ---------------- | ---------------- | ---------------- | ---------------- | ---------------- | ---------------- | ---------------- | ---------------- | ---------------- | ---------------- | ---------------- | ------------ | --------- | ------ |
|            |                  |                  |                  |                  |                  |                  |                  |                  |                  |                  |                  |              | Insgesamt | Vakant |
| 12.11.2015 | 234              | 138              | 41               | 28               | 16               | –                | –                | –                | –                | –                | –                | 3            | 460       | –      |
| 27.11.2015 | ▼ 232            | 138              | 41               | 28               | 16               | –                | –                | –                | –                | –                | –                | 3            | 458       | 2      |
| 28.11.2015 | 232              | ▼ 137            | 41               | 28               | 16               | –                | –                | –                | –                | –                | –                | 3            | 457       | 3      |
| 02.12.2015 | ▼ 231            | 137              | 41               | 28               | 16               | –                | –                | –                | –                | –                | –                | 3            | 456       | 4      |
| 04.12.2015 | ▲ 232            | ▲ 138            | 41               | 28               | 16               | –                | –                | –                | –                | –                | –                | 3            | 458       | 2      |
| 07.12.2015 | ▲ 233            | 138              | 41               | 28               | 16               | –                | –                | –                | –                | –                | –                | 3            | 459       | 1      |
| 08.12.2015 | ▲ 234            | 138              | 41               | 28               | 16               | –                | –                | –                | –                | –                | –                | 3            | 460       | –      |
| 15.12.2015 | ▼ 233            | 138              | 41               | 28               | 16               | –                | –                | –                | –                | –                | –                | 3            | 459       | 1      |
| 22.12.2015 | ▲ 234            | 138              | 41               | 28               | 16               | –                | –                | –                | –                | –                | –                | 3            | 460       | –      |
| 23.12.2015 | 234              | 138              | ▼ 40             | ▲ 29             | 16               | –                | –                | –                | –                | –                | –                | 3            | 460       | –      |
| 18.03.2016 | ▼ 233            | 138              | 40               | 29               | 16               | –                | –                | –                | –                | –                | –                | 3            | 459       | 1      |
| 25.03.2016 | ▲ 234            | 138              | 40               | 29               | 16               | –                | –                | –                | –                | –                | –                | 3            | 460       | –      |
| 01.04.2016 | ▼ 233            | 138              | 40               | 29               | 16               | –                | –                | –                | –                | –                | –                | 3            | 459       | 1      |
| 08.04.2016 | ▲ 234            | 138              | 40               | 29               | 16               | –                | –                | –                | –                | –                | –                | 3            | 460       | –      |
| 14.04.2016 | 234              | 138              | ▼ 38             | 29               | 16               | –                | –                | –                | –                | –                | –                | ▲ 5          | 460       | –      |
| 24.04.2016 | 234              | 138              | ▼ 37             | 29               | 16               | –                | –                | –                | –                | –                | –                | ▲ 6          | 460       | –      |
| 14.05.2016 | ▼ 233            | 138              | 37               | 29               | 16               | –                | –                | –                | –                | –                | –                | 6            | 459       | 1      |
| 18.05.2016 | 233              | 138              | ▼ 36             | 29               | 16               | ▲ 3              | –                | –                | –                | –                | –                | ▼ 4          | 459       | 1      |
| 01.06.2016 | ▲ 234            | 138              | 36               | 29               | 16               | 3                | –                | –                | –                | –                | –                | 4            | 460       | –      |
| 13.06.2016 | 234              | ▼ 137            | 36               | ▲ 30             | 16               | 3                | –                | –                | –                | –                | –                | 4            | 460       | –      |
| 01.07.2016 | ▼ 233            | 137              | 36               | 30               | 16               | 3                | –                | –                | –                | –                | –                | 4            | 459       | 1      |
| 12.07.2016 | ▲ 234            | 137              | 36               | 30               | 16               | 3                | –                | –                | –                | –                | –                | 4            | 460       | –      |
| 20.07.2016 | 234              | ▼ 134            | 36               | 30               | 16               | 3                | –                | –                | –                | –                | –                | ▲ 7          | 460       | –      |
| 21.09.2016 | 234              | ▼ 133            | 36               | 30               | 16               | 3                | ▲ 4              | –                | –                | –                | –                | ▼ 4          | 460       | –      |
| 16.11.2016 | 234              | ▼ 132            | 36               | ▲ 31             | 16               | 3                | 4                | –                | –                | –                | –                | 4            | 460       | –      |
| 19.01.2017 | 234              | 132              | ▼ 35             | 31               | 16               | 3                | 4                | –                | –                | –                | –                | 4            | 459       | 1      |
| 08.02.2017 | 234              | 132              | 35               | 31               | 16               | 3                | 4                | –                | –                | –                | –                | ▲ 5          | 460       | –      |
| 23.02.2017 | 234              | 132              | ▼ 33             | 31               | 16               | 3                | 4                | –                | –                | –                | –                | ▲ 7          | 460       | –      |
| 24.02.2017 | 234              | 132              | 33               | 31               | 16               | 3                | 4                | ▲ 3              | –                | –                | –                | ▼ 4          | 460       | –      |
| 12.04.2017 | 234              | ▲ 136            | 33               | ▼ 27             | 16               | 3                | 4                | 3                | –                | –                | –                | 4            | 460       | –      |
| 11.05.2017 | ▼ 233            | 136              | 33               | 27               | 16               | 3                | 4                | 3                | –                | –                | –                | 4            | 459       | 1      |
| 24.05.2017 | ▲ 234            | 136              | 33               | 27               | 16               | 3                | 4                | 3                | –                | –                | –                | 4            | 460       | –      |
| 08.06.2017 | 234              | 136              | ▼ 32             | 27               | 16               | 3                | 4                | 3                | –                | –                | –                | ▲ 5          | 460       | –      |
| 19.07.2017 | 234              | 136              | 32               | 27               | ▼ 15             | 3                | 4                | 3                | –                | –                | –                | ▲ 6          | 460       | –      |
| 20.09.2017 | ▲ 236            | 136              | 32               | 27               | 15               | 3                | 4                | ▼ –              | –                | –                | –                | ▲ 7          | 460       | –      |
| 11.10.2017 | ▼ 235            | 136              | 32               | ▼26              | 15               | 3                | 4                | –                | –                | –                | –                | ▲ 9          | 460       | –      |
| 13.10.2017 | 235              | 136              | ▲33              | 26               | 15               | 3                | 4                | –                | –                | –                | –                | ▼ 8          | 460       | –      |
| 30.10.2017 | 235              | 136              | ▼32              | 26               | 15               | ▲4               | 4                | –                | –                | –                | –                | 8            | 460       | –      |
| 09.11.2017 | 235              | 136              | ▼31              | 26               | 15               | ▲5               | 4                | –                | –                | –                | –                | 8            | 460       | –      |
| 07.12.2017 | 235              | 136              | ▼30              | 26               | 15               | ▲6               | 4                | –                | –                | –                | –                | 8            | 460       | –      |
| 11.12.2017 | ▲236             | 136              | 30               | 26               | 15               | 6                | 4                | –                | –                | –                | –                | ▼7           | 460       | –      |
| 12.12.2017 | ▲237             | 136              | 30               | 26               | 15               | 6                | 4                | –                | –                | –                | –                | ▼6           | 460       | –      |
| 11.01.2018 | 237              | 136              | 30               | ▼25              | 15               | 6                | 4                | –                | –                | –                | –                | ▲7           | 460       | –      |
| 22.01.2018 | 237              | 136              | 30               | 25               | ▲16              | 6                | ▼3               | –                | –                | –                | –                | ▲7           | 460       | –      |
| 02.02.2018 | 237              | 136              | 30               | 25               | ▼15              | 6                | 3                | –                | –                | –                | –                | ▲8           | 460       | –      |
| 08.02.2018 | ▲238             | 136              | 30               | 25               | ▲18              | 6                | ▼–               | –                | –                | –                | –                | ▼7           | 460       | –      |
| 15.02.2018 | 238              | 136              | ▼29              | 25               | 18               | 6                | –                | –                | –                | –                | –                | ▲8           | 460       | –      |
| 08.03.2018 | ▼237             | 136              | 29               | 25               | 18               | 6                | –                | –                | –                | –                | –                | ▲9           | 460       | –      |
| 10.05.2018 | 237              | 136              | 29               | ▼23              | 18               | 6                | –                | –                | –                | –                | –                | ▲11          | 460       | –      |
| 11.05.2018 | 237              | 136              | 29               | ▼22              | 18               | 6                | –                | –                | –                | –                | –                | ▲12          | 460       | –      |
| 05.06.2018 | ▼235             | 136              | 29               | 22               | 18               | 6                | –                | –                | –                | –                | –                | ▲13          | 459       | 1      |
| 15.06.2018 | 236              | 136              | 29               | 22               | 18               | 6                | –                | –                | ▲3               | –                | –                | ▼10          | 459       | 1      |
| 22.06.2018 | ▼234             | 136              | 29               | 22               | 18               | 6                | –                | –                | 3                | –                | –                | 10           | 458       | 2      |
| 03.07.2018 | ▲235             | 136              | 29               | 22               | 18               | 6                | –                | –                | 3                | –                | –                | 10           | 459       | 1      |
| 18.07.2018 | ▲236             | 136              | 29               | 22               | 18               | 6                | –                | –                | 3                | –                | –                | 10           | 460       | –      |
| 25.10.2018 | 236              | 136              | 29               | 22               | ▼17              | 6                | –                | –                | 3                | –                | –                | 10           | 459       | 1      |
| 26.10.2018 | ▼235             | 136              | ▼28              | 22               | 17               | 6                | –                | –                | 3                | –                | –                | ▲11          | 458       | 2      |
| 29.10.2018 | 235              | ▼135             | 28               | 22               | 17               | 6                | –                | –                | 3                | –                | –                | 11           | 457       | 3      |
| 31.10.2018 | ▼234             | 135              | 28               | 22               | 17               | 6                | –                | –                | 3                | –                | –                | 11           | 456       | 4      |
| 02.11.2018 | 234              | 135              | ▼27              | 22               | 17               | 6                | –                | –                | 3                | –                | –                | ▲12          | 456       | 4      |
| 05.11.2018 | ▼233             | ▼134             | 27               | 22               | 17               | 6                | –                | –                | 3                | –                | –                | 12           | 454       | 6      |
| 06.11.2018 | 233              | 134              | ▼26              | 22               | 17               | 6                | –                | –                | 3                | –                | –                | 12           | 453       | 7      |
| 20.11.2018 | 233              | ▼133             | 26               | 22               | 17               | 6                | –                | –                | ▼–               | ▲3               | –                | 12           | 452       | 8      |
| 21.11.2018 | ▲234             | ▲135             | 26               | 22               | 17               | 6                | –                | –                | –                | 3                | –                | ▲13          | 456       | 4      |
| 22.11.2018 | ▼233             | 135              | 26               | 22               | 17               | 6                | –                | –                | –                | 3                | ▲3               | ▼10          | 455       | 5      |
| 05.12.2018 | ▲237             | ▲145             | 26               | ▼14              | 17               | ▼5               | –                | –                | –                | 3                | 3                | 10           | 460       | –      |
| 08.12.2018 | ▼236             | 145              | 26               | 14               | 17               | 5                | –                | –                | –                | 3                | 3                | 10           | 459       | 1      |
| 13.12.2018 | 236              | 145              | 26               | ▲15              | ▼16              | 5                | –                | –                | –                | 3                | 3                | 10           | 459       | 1      |

| Prawo i Sprawiedliwość | Prawo i Sprawiedliwość | Prawo i Sprawiedliwość | Prawo i Sprawiedliwość |
| --- | --- | --- | --- |
| | | | |
| - Andrzej Adamczyk - Waldemar Andzel - Dorota Arciszewska-Mielewczyk - Jan Ardanowski - Iwona Arent - Marek Ast - Zbigniew Babalski - Piotr Babinetz - Ryszard Bartosik - Sylwester Chruszcz K’15 - Barbara Bartuś - Mieczysław Baszko PSL - Dariusz Bąk - Włodzimierz Bernacki - Jerzy Bielecki - Zbigniew Biernat - Mariusz Błaszczak - Jacek Bogucki - Krzysztof Sitarski - Joanna Borowiak - Agata Borowiec - Kamil Bortniczuk - Bożena Borys-Szopa - Joachim Brudziński - Barbara Bubula - Wojciech Buczak - Waldemar Buda - Lidia Burzyńska - Zbigniew Chmielowiec - Anna Cicholska - Michał Cieślak - Tadeusz Cymański - Krzysztof Czabański - Przemysław Czarnecki - Witold Czarnecki - Arkadiusz Czartoryski - Anna Czech - Anita Czerwińska - Katarzyna Czochara - Leszek Dobrzyński - Zbigniew Dolata - Antoni Duda - Elżbieta Duda - Jan Duda - Marcin Duszek - Michał Dworczyk - Jan Dziedziczak - Tadeusz Dziuba - Barbara Dziuk - Jacek Falfus - Ewa Filipiak - Leszek Galemba - Andrzej Gawron - Szymon Giżyński - Teresa Glenc - Piotr Gliński - Krzysztof Głuchowski - Małgorzata Golińska - Kazimierz Gołojuch - Jarosław Gonciarz - Małgorzata Gosiewska | - Jerzy Gosiewski - Jarosław Gowin - Zbigniew Gryglas .N - Kazimierz Gwiazdowski - Sławomir Hajos - Teresa Hałas - Marcin Horała - Józefa Hrynkiewicz - Michał Jach - Patryk Jaki - Tomasz Rzymkowski K’15 - Wiesław Janczyk - Grzegorz Janik - Małgorzata Janowska K’15 - Mariusz Orion Jędrysek - Krzysztof Jurgiel - Alicja Kaczorowska - Jarosław Kaczyński - Piotr Kaleta - Mariusz Kamiński - Beata Kempa - Jan Kilian - Izabela Kloc - Lech Kołakowski - Robert Kołakowski - Joanna Kopcińska - Wojciech Kossakowski - Andrzej Kosztowniak - Henryk Kowalczyk - Bartosz Kownacki - Ewa Kozanecka - Jarosław Krajewski - Wiesław Krajewski - Leonard Krasulski - Piotr Król - Elżbieta Kruk - Anna Krupka - Andrzej Kryj - Bernadeta Krynicka - Dariusz Kubiak - Marta Kubiak - Krzysztof Kubów - Marek Kuchciński - Jacek Kurzępa - Anna Kwiecień - Marek Kwitek - Tomasz Latos - Bogdan Latosiński - Józef Leśniak - Joanna Lichocka - Krzysztof Lipiec - Adam Lipiński - Paweł Lisiecki - Grzegorz Lorek - Tomasz Ławniczak - Marzena Machałek - Krzysztof Maciejewski - Antoni Macierewicz - Ewa Malik - Jerzy Małecki | - Maciej Małecki - Gabriela Masłowska - Jerzy Materna - Beata Mateusiak-Pielucha - Grzegorz Matusiak - Andrzej Matusiewicz - Marek Matuszewski - Kazimierz Matuszny - Beata Mazurek - Andrzej Melak - Mieczysław Miazga - Iwona Michałek - Krzysztof Michałkiewicz - Anna Milczanowska - Daniel Milewski - Jan Mosiński - Kazimierz Moskal - Andżelika Możdżanowska PSL - Aleksander Mrówczyński - Arkadiusz Mularczyk - Piotr Müller - Wojciech Murdzek - Piotr Naimski - Danuta Nowicka - Waldemar Olejniczak - Piotr Olszówka - Adam Ołdakowski - Marek Opioła - Krzysztof Ostrowski - Jacek Osuch - Anna Paluch - Jerzy Paul - Krystyna Pawłowicz - Grzegorz Piechowiak - Dariusz Piontkowski - Stanisław Piotrowicz - Jerzy Polaczek - Marek Polak - Piotr Polak - Marcin Porzucek - Grzegorz Puda - Piotr Pyzik - Grzegorz Raczak - Elżbieta Rafalska - Urszula Rusecka - Bogdan Rzońca - Paweł Rychlik - Jacek Sasin - Anna Schmidt-Rodziewicz - Łukasz Schreiber - Jarosław Sellin - Edward Siarka - Anna Siarkowska K’15 - Wojciech Skurkiewicz - Sławomir Skwarek - Andrzej Smirnow - Kazimierz Smoliński - Anna Sobecka - Czesław Sobierajski - Artur Soboń | - Andrzej Sośnierz - Lech Sprawka - Mirosława Stachowiak-Różecka - Marek Suski - Artur Szałabawka - Wojciech Szarama - Józefa Szczurek-Żelazko - Paweł Szefernaker - Norbert Kaczmarczyk - Jan Szewczak - Andrzej Szlachta - Krzysztof Szulowski - Stanisław Szwed - Halina Szydełko - Beata Szydło - Ewa Szymańska - Szymon Szynkowski vel Sęk - Jan Szyszko - Janusz Śniadek - Jacek Świat - Dominik Tarczyński - Krzysztof Tchórzewski - Robert Telus - Ryszard Terlecki - Grzegorz Tobiszowski - Ewa Tomaszewska - Mariusz Trepka - Sylwester Tułajew - Piotr Uruski - Piotr Uściński - Teresa Wargocka - Robert Warwas - Jan Warzecha - Małgorzata Wassermann - Witold Waszczykowski - Maciej Wąsik - Rafał Weber - Jerzy Wilk - Elżbieta Witek - Michał Wojtkiewicz - Grzegorz Woźniak - Tadeusz Woźniak - Michał Wójcik - Krystyna Wróblewska - Bartłomiej Wróblewski - Małgorzata Wypych - Marek Zagórski - Anna Zalewska - Krzysztof Zaremba - Artur Zasada - Małgorzata Zwiercan K’15 - Sławomir Zawiślak - Łukasz Zbonikowski - Jarosław Zieliński - Tomasz Zieliński - Zbigniew Ziobro - Maria Zuba - Wojciech Zubowski - Ireneusz Zyska K’15 - Jacek Żalek |
| Platforma Obywatelska | | | |
| | | | |
| - Zbigniew Ajchler - Bartosz Arłukowicz - Paweł Arndt - Urszula Augustyn - Joanna Augustynowska .N - Tadeusz Aziewicz - Paweł Bańkowski - Ewa Lieder - Mirosław Pampuch - Krzysztof Mieszkowski - Anna Białkowska - Jerzy Borowczak - Krzysztof Brejza - Mirosław Suchoń - Borys Budka - Bożenna Bukiewicz - Małgorzata Chmiel - Alicja Chybicka - Janusz Cichoń - Piotr Cieśliński - Tomasz Cimoszewicz - Zofia Czernow - Andrzej Czerwiński - Ewa Drozd - Artur Dunin - Waldy Dzikowski - Joanna Fabisiak - Joanna Frydrych - Grzegorz Furgo .N - Krzysztof Gadowski - Kinga Gajewska - Elżbieta Gapińska - Kamila Gasiuk-Pihowicz .N - Zdzisław Gawlik - Stanisław Gawłowski - Lidia Gądek - Elżbieta Gelert - Artur Gierada - Tomasz Głogowski | - Marta Golbik .N - Cezary Grabarczyk - Jan Grabiec - Rafał Grupiński - Andrzej Halicki - Agnieszka Hanajczyk - Jerzy Meysztowicz - Bożena Henczyca - Jolanta Hibner - Paweł Pudłowski - Barbara Dolniak - Marek Hok - Maria Janyska - Michał Jaros - Bożena Kamińska - Włodzimierz Karpiński - Małgorzata Kidawa-Błońska - Marcin Kierwiński - Joanna Kluzik-Rostkowska - Paweł Kobyliński K’15 - Witold Zembaczyński .N - Magdalena Kochan - Agnieszka Kołacz-Leszczyńska - Ewa Kołodziej - Zbigniew Konwiński - Ewa Kopacz - Adam Korol - Leszek Korzeniowski - Roman Kosecki - Tomasz Kostuś - Iwona Krawczyk - Robert Kropiwnicki - Wojciech Król - Marek Krząkała - Henryka Krzywonos - Tomasz Kucharski - Stanisław Lamczyk - Józef Lassota - Gabriela Lenartowicz - Tomasz Lenz | - Izabela Leszczyna - Beata Małecka-Libera - Grzegorz Lipiec - Arkadiusz Marchewka - Jagna Marczułajtis-Walczak - Magdalena Marek - Paulina Hennig-Kloska - Antoni Mężydło - Rajmund Miller - Piotr Misiło .N - Aldona Młyńczak - Adam Szłapka .N - Czesław Mroczek - Izabela Mrzygłocka - Joanna Mucha - Killion Munyama - Arkadiusz Myrcha - Anna Nemś - Sławomir Neumann - Dorota Niedziela - Małgorzata Niemczyk - Sławomir Nitras - Tomasz Nowak - Mirosława Nykiel - Włodzimierz Nykiel - Norbert Obrycki - Marzena Okła-Drewnowicz - Paweł Olszewski - Katarzyna Osos - Paweł Papke - Zbigniew Pawłowicz - Małgorzata Pępek - Sławomir Piechota - Danuta Pietraszewska - Teresa Piotrowska - Kazimierz Plocke - Agnieszka Pomaska - Jacek Protas - Elżbieta Radziszewska | - Grzegorz Raniewicz - Ireneusz Raś - Halina Rozpondek - Leszek Ruszczyk - Dorota Rutkowska - Jakub Rutnicki - Marek Rząsa - Grzegorz Schetyna - Katarzyna Lubnauer - Adam Cyrański .N - Krystyna Sibińska - Monika Rosa - Tomasz Siemoniak - Krystyna Skowrońska - Marek Sowa - Michał Stasiński .N - Elżbieta Stępień .N - Paweł Suski - Michał Szczerba - Krystyna Szumilas - Bożena Szydłowska - Tomasz Szymański - Iwona Śledzińska-Katarasińska - Marcin Święcicki - Jacek Tomczak - Cezary Tomczyk - Krzysztof Truskolaski .N - Robert Tyszkiewicz - Jarosław Urbaniak - Anna Wasilewska - Monika Wielichowska - Ryszard Wilczyński - Mariusz Witczak - Marek Wójcik - Kornelia Wróblewska .N - Marian Zembala - Wojciech Ziemniak - Szymon Ziółkowski - Stanisław Żmijan |
| Kukiz’15 | | | |
| | | | |
| - Piotr Apel - Józef Brynkus - Barbara Chrobak - Stefan Romecki | - Grzegorz Długi - Paweł Grabowski - Jarosław Sachajko - Paweł Szramka | - Andrzej Kobylarz - Paweł Kukiz - Agnieszka Ścigaj - Łukasz Rzepecki PiS | - Maciej Masłowski - Robert Mordak - Błażej Parda - Stanisław Tyszka |
| Polskie Stronnictwo Ludowe – Unia Europejskich Demokratów | | | |
| | | | |
| - Paweł Bejda - Krystian Jarubas - Michał Kamiński PO - Mieczysław Kasprzak | - Eugeniusz Kłopotek - Władysław Kosiniak-Kamysz - Kazimierz Kotowski - Jan Łopata - Marek Ruciński .N | - Mirosław Maliszewski - Stefan Niesiołowski PO - Urszula Pasławska - Krzysztof Paszyk - Jacek Protasiewicz PO | - Marek Sawicki - Zbigniew Sosnowski - Marek Biernacki - Genowefa Tokarska - Piotr Zgorzelski |
| Wolni i Solidarni | | | |
| | | | |
| - Piotr Liroy-Marzec K’15 | - Janusz Sanocki K’15 | - Jerzy Jachnik K’15 | |
| Union für Realpolitik | | | |
| | | | |
| - Tomasz Jaskóła K’15 | - Jerzy Kozłowski K’15 | - Bartosz Józwiak K’15 | - Elżbieta Zielińska K’15 |
| Jetzt! | | | |
| | | | |
| - Ryszard Petru .N | - Joanna Scheuring-Wielgus .N | - Joanna Schmidt .N | |
| Bund KORWiN Braun Liroy Narodowcy | | | |
| | | | |
| - Jakub Kulesza K’15 | - Jacek Wilk K’15 | - Paweł Skutecki K’15 | - Robert Winnicki K’15 |
| Fraktionslos | | | |
| | | | |
| - Piotr Babiarz PiS - Magdalena Błeńska K’15 - Radosław Lubczyk .N | - Marek Jakubiak K’15 - Jan Klawiter PiS - Ryszard Galla | - Robert Majka K’15 - Andrzej Maciejewski K’15 - Adam Andruszkiewicz K’15 | - Jarosław Porwich K’15 - Stanisław Pięta PiS |

|  |  |